# Miridiba excisa
Miridiba excisa är en skalbaggsart som beskrevs av Moser 1913. Miridiba excisa ingår i släktet Miridiba och familjen Melolonthidae. Inga underarter finns listade i Catalogue of Life.